# Patrick Poppel
Patrick Poppel (* 1985 in Wien) ist ein international agierender prorussischer Propagandist.
Österreichische Medien sehen in Poppel einen russischen Einflussagenten, der Kontakt zu rechten Politikern in Österreich hält.
Bis 2019 war er der Generalsekretär des Suworow Instituts in Wien.
Nachdem Poppel als Wahlbeobachter auf dem Boden der Russischen Föderation aufgetreten war, kam es 2018 zu einer Anfrage der Bundesrätin Ewa Dziedzic (Die Grünen) im österreichischen Parlament.
2018 lud Poppel den umstrittenen russischen Philosophen Alexander Dugin nach Wien ein, was zu Aufsehen in den österreichischen Medien führte.
Poppel wird wegen der Unterstützung der selbsternannten Volksrepubliken Donezk und Lugansk auf einer ukrainischen Webseite als „Staatsfeind“ bezeichnet.
Poppel ist im Range eines „Obersts“ Kommandeur der Ehrengarde der „Lazarus-Union“, in der auch der umstrittene deutsche Verein Uniter Mitglied ist.
Derzeit (Stand: November 2024) ist Poppel Generalsekretär der Österreichisch-Abchasischen Gesellschaft.
Seit 2022 ist Patrick Poppel der Vertreter des Außenministeriums der international nicht anerkannten Republik Südossetien in Österreich.
Derzeit (Stand: November 2024) arbeitet er für das Zentrum für Geostrategische Studien in Belgrad.
2024 wurde Poppel vom Präsidenten der Russischen Föderation mit der Puschkin-Medaille ausgezeichnet.